# Глодени (Горж)
Глодени (рум. Glodeni) насеље је у Румунији у округу Горж у општини Баланешти. Oпштина се налази на надморској висини од 279 m.

## Становништво
Према подацима из 2002. године у насељу је живело 633 становника, од којих су сви румунске националности.